# Midori Days
Midori Days (美鳥の日々, Midori no hibi, en français « Les Jours de Midori » et en anglais Midori's Days) est un manga écrit et dessiné par Kazurō Inoue (井上 和郎, Inoue Kazurō). Il est prépublié entre septembre 2002 et juillet 2004 dans le magazine Weekly Shōnen Sunday, et est compilé en un total de huit volumes par Shogakukan. La version française est publiée par Kurokawa.
Une adaptation en anime de 13 épisodes par le studio Pierrot est diffusée entre avril et juin 2004 sur Animax.

## Histoire
Midori est secrètement amoureuse de Seiji, un lycéen de 17 ans à la réputation de loubard. En effet, Seiji Sawamura dit « Le Chien Enragé » est invincible au combat grâce à sa main droite surpuissante appelée "la main droite du démon" . Seiji rêve d'avoir une petite amie et demande à toutes les filles qui lui plaisent de sortir avec lui et collectionne les échecs. La cause: les filles ont peur de lui. Il ne se bat que pour défendre les plus faibles mais on le voit tout de même comme un bagarreur. Un beau matin, le corps (en version miniature) de Midori se retrouve comme par magie à la place de la main droite de Seiji. Midori est heureuse de pouvoir être enfin avec son Seiji, alors que ce dernier a perdu ce qui faisait de lui un combattant hors pair. Les ennuis commencent et leurs deux vies en seront bouleversées...

## Personnages

### Personnages principaux
- Seiji Sawamura (正治 沢村?) - un étudiant délinquant de 17 ans, redouté pour sa grande maîtrise du combat, notamment pour son Devil's Right Hand - la main droite du démon - un coup fatal. Cependant, sa réputation en a fait un personnage relativement impopulaire au sein de la gent féminine. Avec la transformation de sa main droite, sa vie va être bouleversée.
- Midori Kasugano (美鳥 春日野?) - la fille qui atterrit au bout du bras de Seiji. Elle était amoureuse de lui en secret depuis longtemps mais sa timidité l'a bloquée constamment. Elle est très heureuse d'être si près de son amoureux bien que celui-ci ne montre pas l'affection qu'elle désire. Son vrai corps demeure endormi chez elle.
- Takako Ayase (貴子 綾瀬?) - déléguée de classe, dans la classe de Seiji. Elle le déteste cordialement, mais après l'intervention de Seiji qui la sauve d'un gang, elle lui voue une admiration secrète puis tombe amoureuse de lui. Cependant, elle a quelques difficultés à lui avouer...
- Rin Sawamura (凛 沢村?) - la grande sœur de Seiji. L'ancienne meneuse d'un gang de rue. Son passe-temps favori est de frapper son petit frère ou de le ridiculiser. Elle est par ailleurs le "maître" de combat de Seiji. Bien qu'elle se montre insupportable avec lui, elle révélera à Midori qu'elle ne trouve pas que du mal en son frère...Dans le tome 5 on découvre que rin est sensible et quelle est très attachée a son frère !
- Kota Shingyoji (耕太 真行寺?) - un ami d'enfance de Midori, également un élève de première année à la Ogurabashi High School. Il était  amoureux de Midori, et respecte profondément Seiji. Il fera le maximum de lui-même pour réveiller Midori.
- Osamu Miyahara (オサム 宮原?) - un élève plus jeune d'une année que Seiji, également le commis de ce dernier. Il admire Seiji pour sa force au combat, mais il ne peut s'empêcher de se fourrer dans des situations problématiques, et sera plusieurs fois sauvé in extremis par Seiji.
- Shuichi Takamizawa (修一 高見沢?) - un camarade de classe de Seiji et un otaku (fanatique) des poupées. Son comportement est quelquefois assez mystérieux. Seiji ne fera pas attention à lui jusqu'à ce que celui-ci se montre collant, croyant que Seiji a une passion de marionnettiste...
- Shiori Tsukishima (栞 月島?) - une voisine de Seiji, amoureuse de lui en dépit de ses 10 ans. Elle essaie par de nombreux moyens de gagner son attention, mais en vain : Seiji la traite, à son grand désarroi, comme une enfant.
- Haruka Kasugano (遥 春日野?) - la mère de Midori. Dès le début de l'histoire, elle est au courant pour l'amour de Midori envers Seiji. Le coma de sa fille la plonge dans une immense tristesse. Son désespoir se traduira par l'appel de toutes les méthodes inimaginables afin de réveiller Midori. Un sorcier cependant sous-entendra la vérité...

## Manga
- Mangaka : Kazurō Inoue
- Édition japonaise : Shōgakukan
  - Nombre de volumes sortis : 8 (terminé)
  - Date de première parution : septembre 2002 à octobre 2004
- Édition française : Kurokawa
  - Nombre de volumes sortis : 8 (terminé)
  - Date de première publication : avril 2006 à juillet 2007
  - Format : 115 x 177 mm

## Anime

### Fiche technique
- Année : 2004
- Réalisation : Tsuneo Kobayashi
- Character design : Yuko Kusumoto
- Musique : Yoshihisa Hirano
- Animation : Studio Pierrot
- Auteur original : Kazurou Inoue
- Licence francophone : Beez Entertainment
- Nombre d'épisodes : 13

### Liste des épisodes
| No | Titre en français                       | Titre original                                  | Date de 1re diffusion |
| --- | --------------------------------------- | ----------------------------------------------- | --------------------- |
| 1 | Une petite amie en guise de main droite | 右手no恋人 Migite no koibito                    | 3 avril 2004          |
| À force de vivre en étudiant célibataire, Seiji se retrouve un jour avec la main droite remplacée par une jeune fille. Elle s’appelle Midori, et avoue être amoureuse de lui depuis longtemps. Cette situation est loin de réjouir Seiji, qui a gagné le surnom de « Chien enragé » aux cours de multiples bagarres remportées grâce à sa célèbre technique de « la main droite du démon »… |                                         |                                                 |                       |
| 2 | Notre amour                             | 二人no思い Futari no omoi                       | 10 avril 2004         |
| Après avoir sauvé Ayase d’une bande de voyous, Seiji se rend au rendez-vous fixé par cette même bande qui a pris en otage son ami Miyahara afin de venger l’affront qu’il leur a fait. Préférant se laisser corriger, de peur qu’ils ne s’en prennent encore une fois à quelqu’un de son entourage, Seiji se rend ensuite au domicile de Midori…                                            |                                         |                                                 |                       |
| 3 | Jours de découvertes                    | 発見no日々 Hakken no hibi                       | 17 avril 2004         |
| Rin, la sœur dévoyée de Seiji, lui vole son argent, et invite sa bande de motards à la station thermale. Dépité, Seiji les accompagne. C’est l’occasion pour Midori de découvrir une autre facette de ce dernier. Elle apprend ainsi que dans son enfance, Seiji était le souffre-douleur des autres et que c’est Rin qui lui a forgé le caractère et lui a appris à se défendre.           |                                         |                                                 |                       |
| 4 | Notre secret dévoilé ?                  | 秘密no発覚!? Himitsu no hakkaku!?               | 24 avril 2004         |
| Seiji se rend dans une boutique de figurines et de poupées afin d’acheter des vêtements pour Midori. Il tombe sur Takamizawa, un élève de sa classe déçu par les filles et qui semble voir dans les poupées son idéal féminin. Takamizawa parvient à convaincre Seiji de lui montrer ce qu’il croit être une marionnette qui parle, mais la vérité éclate...                                |                                         |                                                 |                       |
| 5 | La Force de l'amour                     | アイnoチカラ Ai no chikara                      | 1er mai 2004          |
| Midori réalise à quel point elle est source d’embarras pour Seiji. Elle se démène alors pour lui donner un coup de main, mais elle finit par tomber malade. Cela ne l’empêchera pas de se rendre utile lors d’un exercice en cours de sport, ce qui lui vaudra finalement la reconnaissance de Seiji...                                                                                     |                                         |                                                 |                       |
| 6 | La stratégie amoureuse de Shiori !      | 栞noラブラブ大作戦! Shiori no raburabu sakusen! | 8 mai 2004            |
| Seiji se retrouve à jouer les baby-sitters pour Shiori, une fillette qui est encore à l’école primaire mais qui est amoureuse de lui. En mal d’affection en raison du décès de sa mère et de la difficile entente avec la nouvelle femme de son père, Shiori va recevoir l'aide de Rin, qui voit là une occasion de martyriser son frère...                                                 |                                         |                                                 |                       |
| 7 | Premier rendez-vous amoureux            | はじめてnoデート Hajimete no deito              | 15 mai 2004           |
| Ayase a invité Seiji au cinéma et elle est bien décidée à lui avouer ses sentiments une bonne fois pour toutes. Elle utilise donc stratagème sur stratagème pour tenter de séduire Seiji, mais celui-ci reste sans réaction face à ces multiples tentatives et la pauvre Ayase accumule les échecs...                                                                                       |                                         |                                                 |                       |
| 8 | Seiji, ma main droite                   | 右手noセイジ Migite no Seiji                    | 22 mai 2004           |
| Le temps d’un rêve, Seiji change de place avec Midori et devient sa main droite. Les deux jeunes gens prennent alors conscience de ce que leur situation habituelle implique pour l'autre, ce qui semble présager d’un futur plus harmonieux. Cette expérience va néanmoins donner à réfléchir à Midori...                                                                                  |                                         |                                                 |                       |
| 9 | Takky Days                              | 右手noセイジ Takky no hibi                      | 29 mai 2004           |
| Takamizawa a retrouvé la mémoire et il propose à Seiji de travailler avec lui sur un salon où ils vendent des marionnettes à l’effigie de Midori. Ensuite, Seiji aide Takamizawa à séduire un sosie de Marine qui s'avère être en fait moins douce et maladroite qu'il n'y parait... |                                         |                                                 |                       |
| 10 | Cœurs distants                          | ココロno距離 Kokoro no kyori                    | 5 juin 2004           |
| Seiji se fait interpeller par Kôta qui, malgré son appréhension, a osé venir parler au « chien enragé », qu'il pense être le seul capable de faire sortir Midori de son sommeil. De longs flashbacks témoignent des premières heures de Midori au lycée et nous donnent un aperçu de sa timidité sans limite...                                                                             |                                         |                                                 |                       |
| 11 | Les Retrouvailles du destin             | 運命no再会 Unmei no saikai                      | 12 juin 2004          |
| À la suite d'un pari perdu, Seiji se retrouve obligé de dire à Midori qu'il l’aime, mais il n'y parvient pas. Pendant que les prêtres se succèdent au chevet de la vraie Midori, Ayase échafaude de nouveaux plans pour séduire Seiji. Alors qu'il est à la recherche de ce dernier, Kôta se fait enlever par des voyous...                                                                 |                                         |                                                 |                       |
| 12 | Une séparation soudaine                 | 突然no別れ Totsuzen no wakare                   | 19 juin 2004          |
| Se réveillant en plein milieu de la nuit, Seiji constate qu'il a retrouvé sa main droite, et donc sa liberté, ce qui le motive pour aller s’acheter une cargaison de livres et de cassettes pornos, avant de se battre une dernière fois avec la bande de voyous qu’il a déjà croisée à maintes reprises...                                                                                 |                                         |                                                 |                       |
| 13 | Nos jours ensemble                      | 二人no日々 Futari no hibi                       | 26 juin 2004          |
| Alors qu’il avoue à Ayase qu’il ne l’aime pas, Seiji prend conscience de son amour pour Midori. De son côté, Midori se languit du sentiment de bien-être qu’elle éprouvait quand elle était dans le coma. Elle décide d’aller déclarer son amour à Seiji, puisqu’elle ne se souvient pas l’avoir fait des centaines de fois quand elle était sa main…                                       |                                         |                                                 |                       |

### Musique
Générique de début
- Sentimental (センチメンタル, Senchimentaru?) : Épisodes 01 à 12
Paroles et musique : rino
Arrangements : Masaya Suzuki
Interprétée par : CooRie

Génériques de fin
- Encore Un Peu... Encore Un Peu... (もう少し…もう少し…, Mou Sukoshi... Mou Sukoshi...?) : Épisodes 01 à 12
Composition et arrangements par : Saori Atsumi
Interprétée par : Saori Atsumi

- Sentimental (センチメンタル, Senchimentaru?) : Épisode 13
Paroles et musique : rino
Arrangements : Masaya Suzuki
Interprétée par : CooRie

Autres
- Une Petite Lettre (小さな手紙, Chiisana Tegami?) : Épisode 07
Paroles et musique : rino
Arrangements : Kaoru Okubo
Interprétée par : CooRie

- Une Seule Goutte (一雫, Hitoshizuku?) : Épisode 08
Paroles et musique : rino
Arrangements : Kaoru Okubo
Interprétée par : Mai Nakahara

### Doublage
| Personnages        | Voix japonaises | Voix françaises   |
| ------------------ | --------------- | ----------------- |
| Midori Kasugano    | Mai Nakahara    | Frédérique Marlot |
| Seiji Sawamura     | Kisho Taniyama  | Benjamin Pascal   |
| Osamu Miyahara     | Hirofumi Nojima | Cyril Aubin       |
| Takako Ayase       | Reiko Takagi    | Francoise Escobar |
| Shuichi Takamizawa | Yuji Ueda       | Constantin Pappas |
| Rin Sawamura       | Atsuko Yuka     | Brigitte Guedj    |
| Kota Shingyoji     | Rie Kugimiya    | Constantin Pappas |
| Shiori Tsukishima  | Yukari Tamura   | Adeline Moreau    |
| Haruka Kasugano    | Sayaka Ohara    | Nathalie Bienaimé |